# María Santísima de la Esperanza (Sierra de Yeguas)
María Santísima de la Esperanza es una imagen que representa a la Virgen María que se venera en el municipio malagueño de Sierra de Yeguas (España). Es la titular de la Antigua, Humilde, Fervorosa y Muy Venerable Hermandad y Cofradía del Santísimo Cristo de la Veracruz y María Santísima de la Esperanza. 

## Descripción

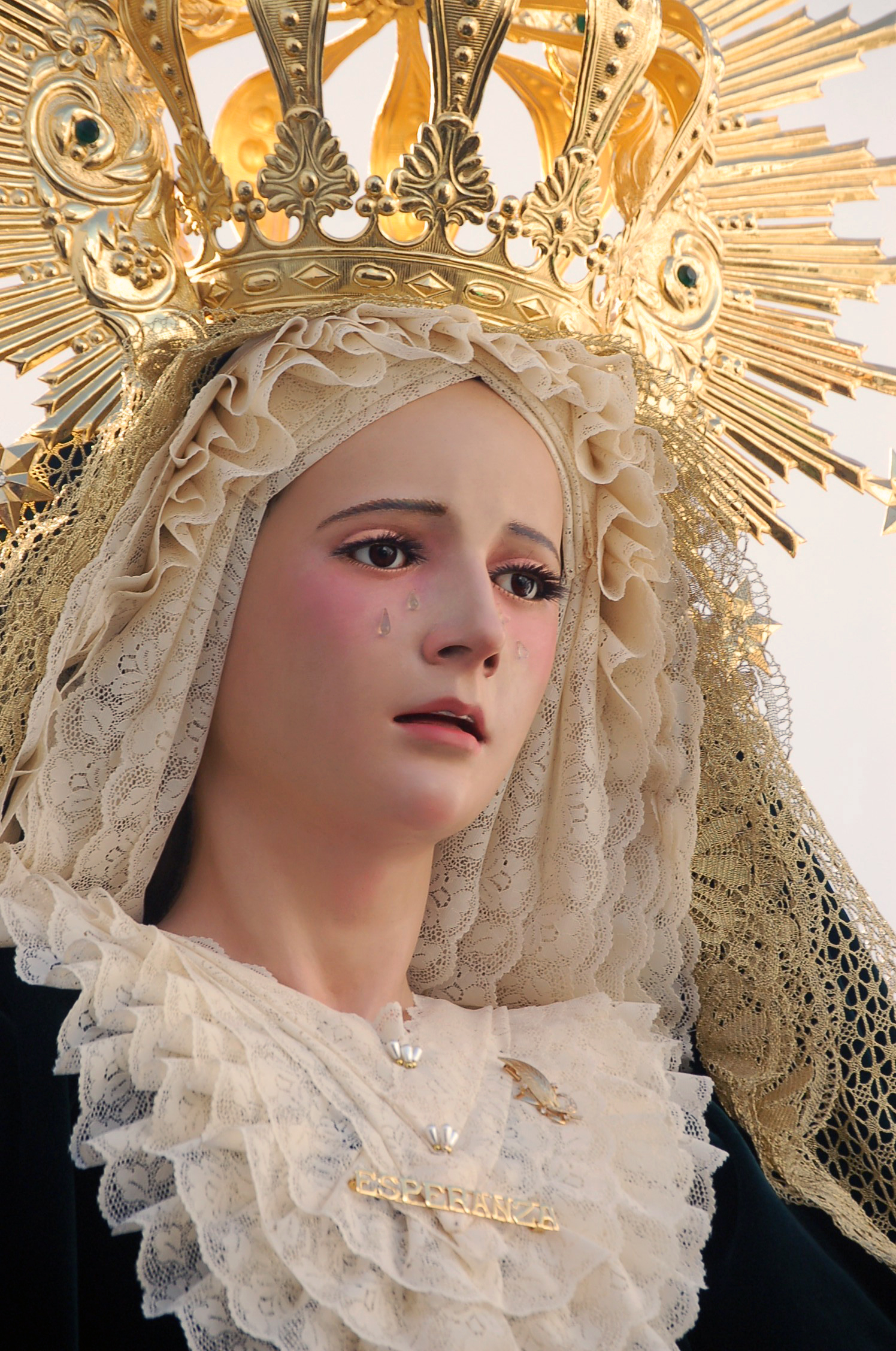
María Santísima de la Esperanza

La Virgen de la Esperanza fue realizada por el imaginario onubense Sebastián Santos Rojas, en el 1956.
Se trata de una imagen de estilo Contemporáneo, y fechada en 1956. Es de las denominadas de candelero, para vestir, y está realizada en madera de cedro policromada con una altura de 169 centímetros. 
El rostro muestra una belleza casi adolescente, con una mascarilla de excelente factura; posee una expresividad de serenidad y esperanza. Sus cejas son poco arqueadas, acompañadas de mejillas rojas, y la boca entreabierta, que muestra la lengua proyectada hacia adelante, y tiene los dientes superiores tallados, connotando una expresión de suspiro y dolor por la muerte de su hijo, pero con la esperanza, de que el dolor ha terminado, y su hijo resucitará. Posee ojos con el iris policromado en tonos castaños, con la mirada perdida en el horizonte; recorren por sus pómulos tres lágrimas de cristal que simbolizan tres de las cinco angustias padecidas por la Virgen: Lágrimas de los que, lejos del pecado, empiezan a querer servir a Dios; Lágrimas de los que aman con perfección a Dios y al prójimo; y, Lágrimas de dulzura, derramadas con gran suavidad por la unión íntima del alma con Dios.
Sus manos se encuentran abiertas, con dedos torneados y palmas extendidas portando un manípulo en la mano derecha y un rosario en la izquierda. A finales de 2006, es restaurada por el Profesor Sr. D. Antonio Ramos Notario.

## Cultos en honor a la Virgen
Aparte de su salida procesional, el Jueves Santo, junto al otro titular de la cofradía, el Santísimo Cristo de la Veracruz, María Santísima de la Esperanza es venerada en culto en dos ocasiones especiales durante el calendario litúrgico.

### Quinario
El primer día de Cuaresma, el Miércoles de Ceniza, comienza el Quinario en Honor al Santísimo Cristo de la Veracruz y María Santísima de la Esperanza, en el Altar Mayor de la Iglesia Parroquial de la Inmaculada Concepción. El tercer día del quinario, se realiza en honor a los hermanos difuntos. Y en el quinto y último día, se presenta a los Sagrados Titulares, a los feligreses, para el Besapié del Crucificado y el Besamano de María Santísima.

### Día de su Onomástica
El día 18 de diciembre, es la Onomástica de Nuestra Señora de la Esperanza, y se realiza en Iglesia Parroquial de la Inmaculada Concepción, una misa en su honor, así como algunas actividades en la Sede Canónica.

## Galería de imágenes

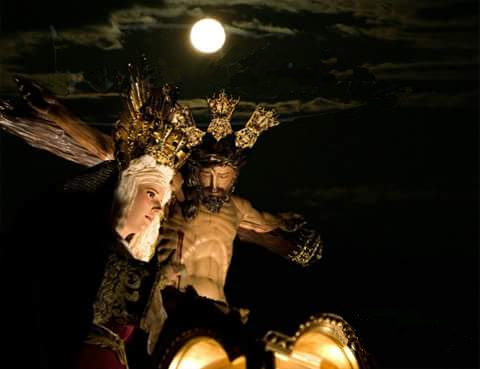
Santísimo Cristo de la Veracruz y María Santísima de la Esperanza en estación de penitencia.
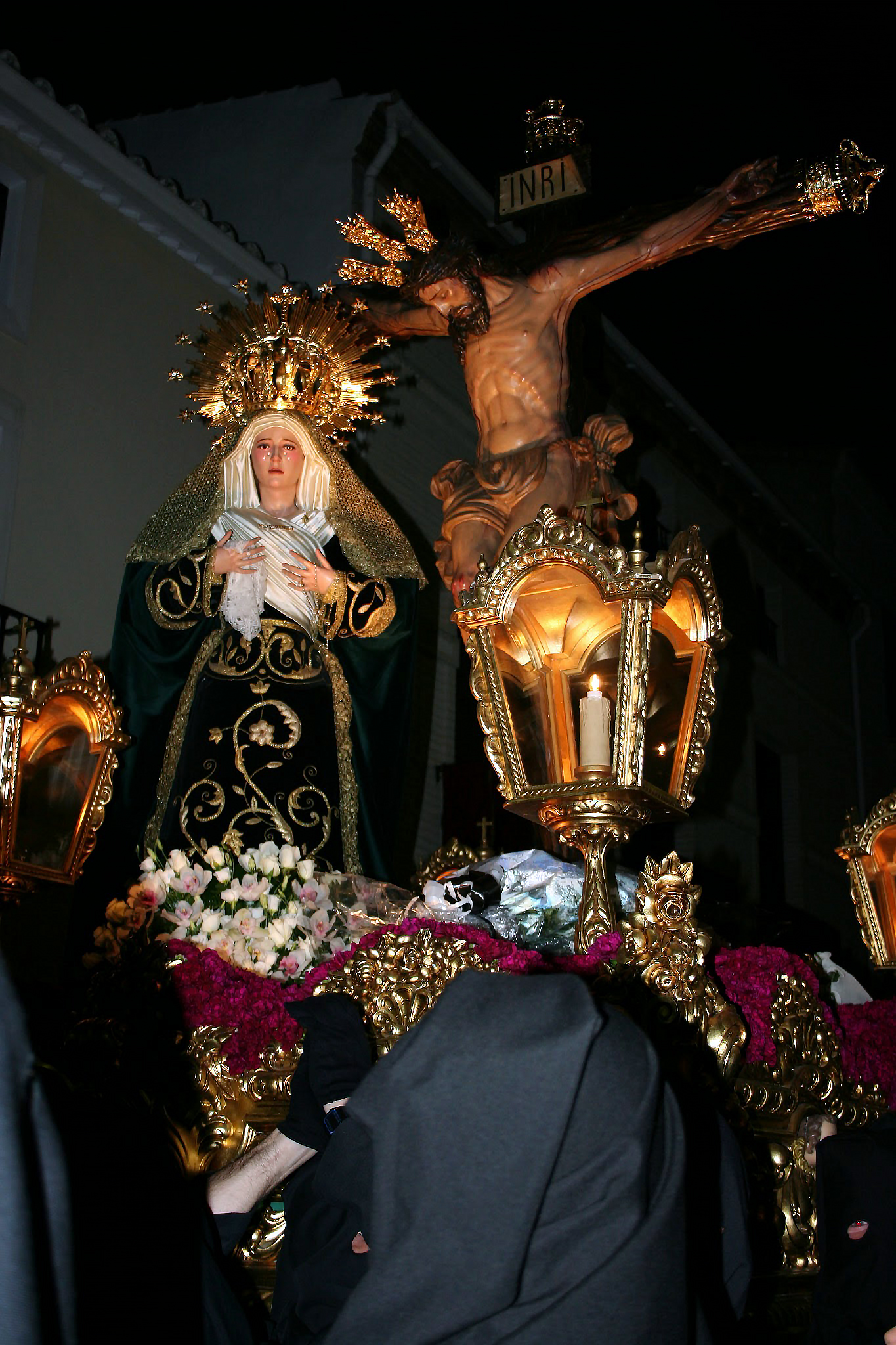
Santísimo Cristo de la Veracruz y María Santísima de la Esperanza en estación de penitencia.
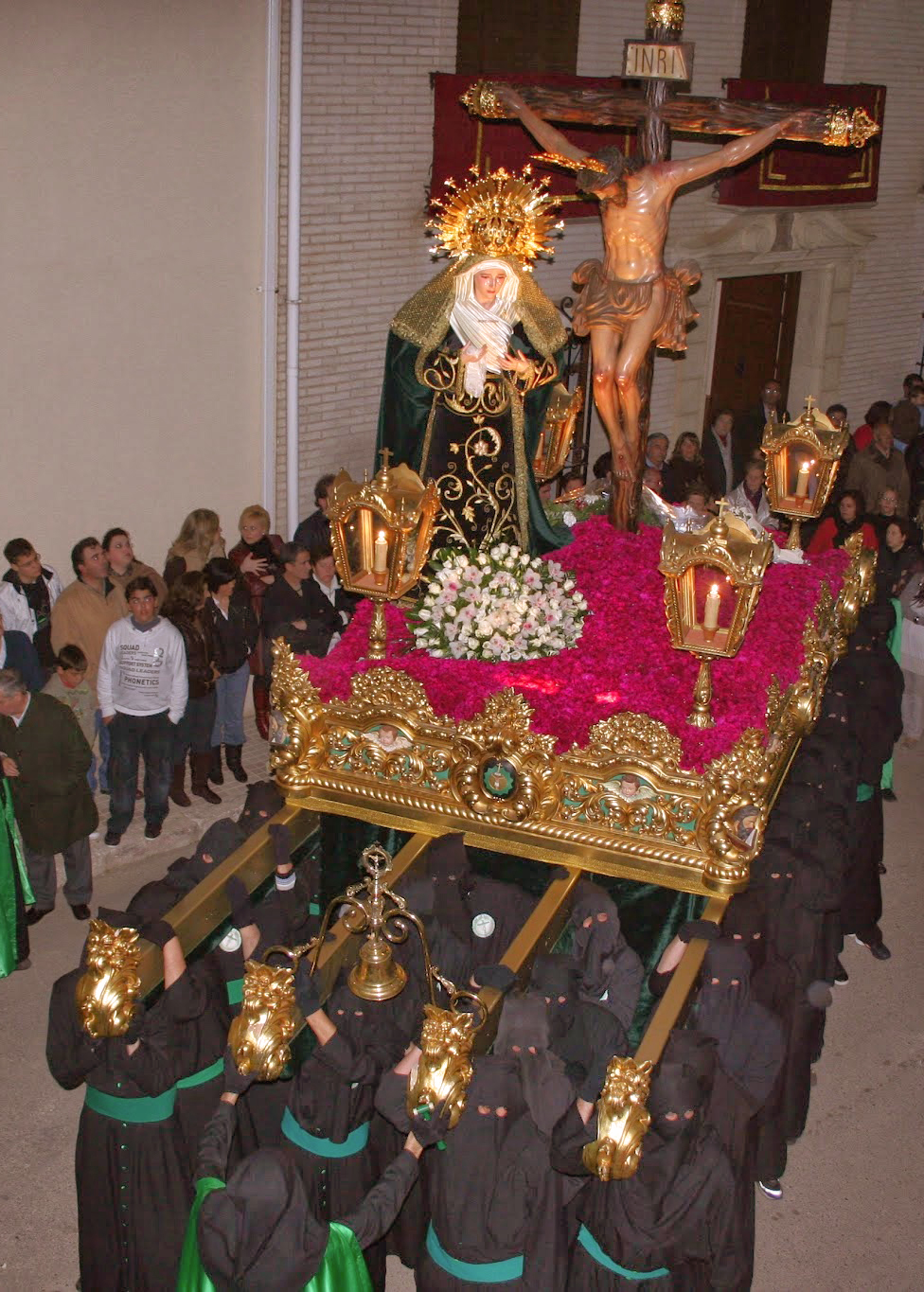
Santísimo Cristo de la Veracruz y María Santísima de la Esperanza en estación de penitencia.